# 三田村 (三重県)
三田村（みたむら）は三重県阿山郡にあった村。現在の伊賀市の北西部、柘植川右岸、伊賀上野駅の周辺にあたる。

## 地理
- 河川：柘植川

## 歴史
- 1889年（明治22年）4月1日 - 町村制の施行により、三田村・大谷村・野間村の区域をもって阿拝郡三田村が発足。
- 1896年（明治29年）4月1日 - 所属郡が阿山郡に変更。
- 1941年（昭和16年）9月10日 - 上野町・小田村・城南村・新居村・長田村・花之木村と合併して上野市が発足。同日三田村廃止。

## 交通

### 鉄道路線
- 鉄道省
  - 関西本線
    - 伊賀上野駅
- 関西急行鉄道
  - 伊賀線（現・伊賀鉄道伊賀線）
    - 伊賀上野駅